# Luigi Infantino
Luigi Infantino (24 de abril de 1921 – 22 de junio de 1991) fue un tenor cantante de ópera de nacionalidad italiana, a lo largo de cuya carrera interpretó principalmente un repertorio lírico italiano y francés.

## Biografía
Nacido en Racalmuto, Italia, Luigi Infantino estudió en el Conservatorio Arrigo Boito de Parma con Italo Brancucci. Debutó en 1943 en el Teatro Regio (Parma), interpretando a Rodolfo en La bohème, personaje con el cual también debutó en el Teatro de San Carlos de Nápoles en 1945. Con esa compañía actuó en Londres en la Royal Opera House, siendo el Duque en Rigoletto y Rodolfo en La bohème. 
El tenor canto con regularidad en Nápoles y en Bolonia, y fue artista invitado de la New York City Opera en 1947:  La traviata (con Enzo Mascherini), Rigoletto (junto a Giuseppe Valdengo y Virginia MacWatters), Madama Butterfly, La bohème, El barbero de Sevilla (dirigida por Julius Rudel) y Don Giovanni (en una producción de Theodore Komisarjevsky). 
En 1948 hizo su primera actuación en el Teatro de La Scala en Milán, encarnando a Nadir en Los pescadores de perlas, y cantando después el papel de Ramiro en La Cenicienta, el cual también interpretó ese año en la Arena de Verona. En 1949 hizo una gira de conciertos en Inglaterra y Australia. Actuó en 1953 en el Teatro de la Ópera de Helsinki, y en 1954, en el Teatro La Fenice de Venecia, Infantino fue Edgardo frente a la Lucia de Maria Callas en Lucía de Lammermoor. Infantino volvió a actuar en Inglaterra en 1957, dando un concierto en Cheltenham, entre otros lugares. En el Teatro de la Ópera de Roma trabajó con Amleto, de Mario Zefred, en 1961, y con La stirpe di Davide, de Franco Mannino, en 1962. Infantino retomó en 1964 su papel de Edgardo en la Bombay Opera en India, cantando la soprano Celia Baptista el papel de Lucia. 
Infantino canto también a lo largo de su carrera en la radio italiana (RAI), donde hizo una última actuación en 1973, en la pieza de Mannino Il diavolo in giardino.
Tenor elegante con una atractiva voz, Infantino puede oírse en grabaciones completas de La traviata (EMI, 1946) y El barbero de Sevilla (Cetra Records, 1950, junto a Giuseppe Taddei y Giulietta Simionato). También existe una grabación en directo de Los maestros cantores de Núremberg cantada en italiano (Melodram, 1962).
Luigi Infantino falleció en Roma, Italia, en 1991. Había estado casado con la actriz Sarah Ferrati, con la que tuvo una hija.

## Discografía
- La traviata, con Adriana Guerrini y Paolo Silveri, dirección de Vincenzo Bellezza - EMI 1946
- El barbero de Sevilla, con Giuseppe Taddei, Giulietta Simionato, Carlo Badioli y Antonio Cassinelli, dirección de Fernando Previtali - Cetra 1950
- Rigoletto, con Paolo Silveri, Dolores Wilson, Giulio Neri y Fernanda Cadoni, dirección de Mario Rossi - RAI 1951 ed. Lyric Distribution//OOA
- Gunther von Schwarzburg, con Anna Moffo, Giacinto Prandelli y Orietta Moscucci, dirección de Oliviero De Fabritiis - RAI-Roma 1960 ed. Myto Records
- Los maestros cantores de Núremberg, con Boris Christoff, Renato Capecchi, Vito Susca y Bruna Rizzoli - RAI-Turín 1962 ed. Melodram/Datum
- Loreley, con Gigliola Frazzoni, Dora Carral y Piero Guelfi, dirección de Armando La Rosa Parodi - RAI-Roma 1963 ed. House of Opera